# Maison von der Linde
La maison von der Linde (en suédois : Von der Lindeska huset) ou maison Scharenberg (en suédois : Scharenbergska huset) est un édifice situé dans le quartier de Gamla stan à Stockholm en Suède.

## Présentation
La maison von der Linde est situé dans l'ilôt Typhon, aux adresses 68 Västerlånggatan et 51 Kornhamnstorg. 
Sur la façade donnant sur Kornhamnstorg se trouve la plus ancienne fenêtre en baie vitrée conservée de Stockholm.
Le propriétaire actuel de la maison est le Conseil de maçonnerie (sv).
Le bâtiment a été construit en 1633 pour Erik Larsson von der Linde. Erik Larsson était le trésorier national de Gustave II Adolphe et fut fait chevalier en 1631 sous le nom de von der Linde. 
Cependant, il mourut en 1636 et ses héritiers vendirent la maison à Gabriel Gustafsson Oxenstierna, l'acte de vente fut signé le 30 septembre 1637. 
En 1646, la maison fut vendue à la reine Christine, qui en 1648 fit don de la maison à son demi-frère illégitime, Gustaf Gustafsson af Vasaborg.
La maison a une charpente médiévale, sa façade date du XVIIème siècle et a été rénovée en 1763 et 1908, sous la direction de Gustaf Lindgren.
Le marchand Johan Scharenberg (1625-1688) acheta la maison von der Linde aux enchères le 7 avril 1682.
La maison fut ensuite vendue par la banque de Suède pour l'hypothèque que Gustaf Adolf af Wasaborg, fils de Gustaf Gustafsson af Wasaborg, ne pouvait pas payer à la banque. 
Bientôt, Johan Scharenberg fit construire une nouvelle maison en pierre à Kornhamnstorg, qui était reliée à la maison von der Linde sur Västerlånggatan par l'aile précédemment construite. 
Sur le petit côté de l'aile, il fit conserver une baie vitrée richement décorée en la déplaçant sur la façade de la maison nouvellement construite, où elle se trouve encore aujourd'hui.
Descartes à séjourné dans la maison en octobre 1649.

## Galerie

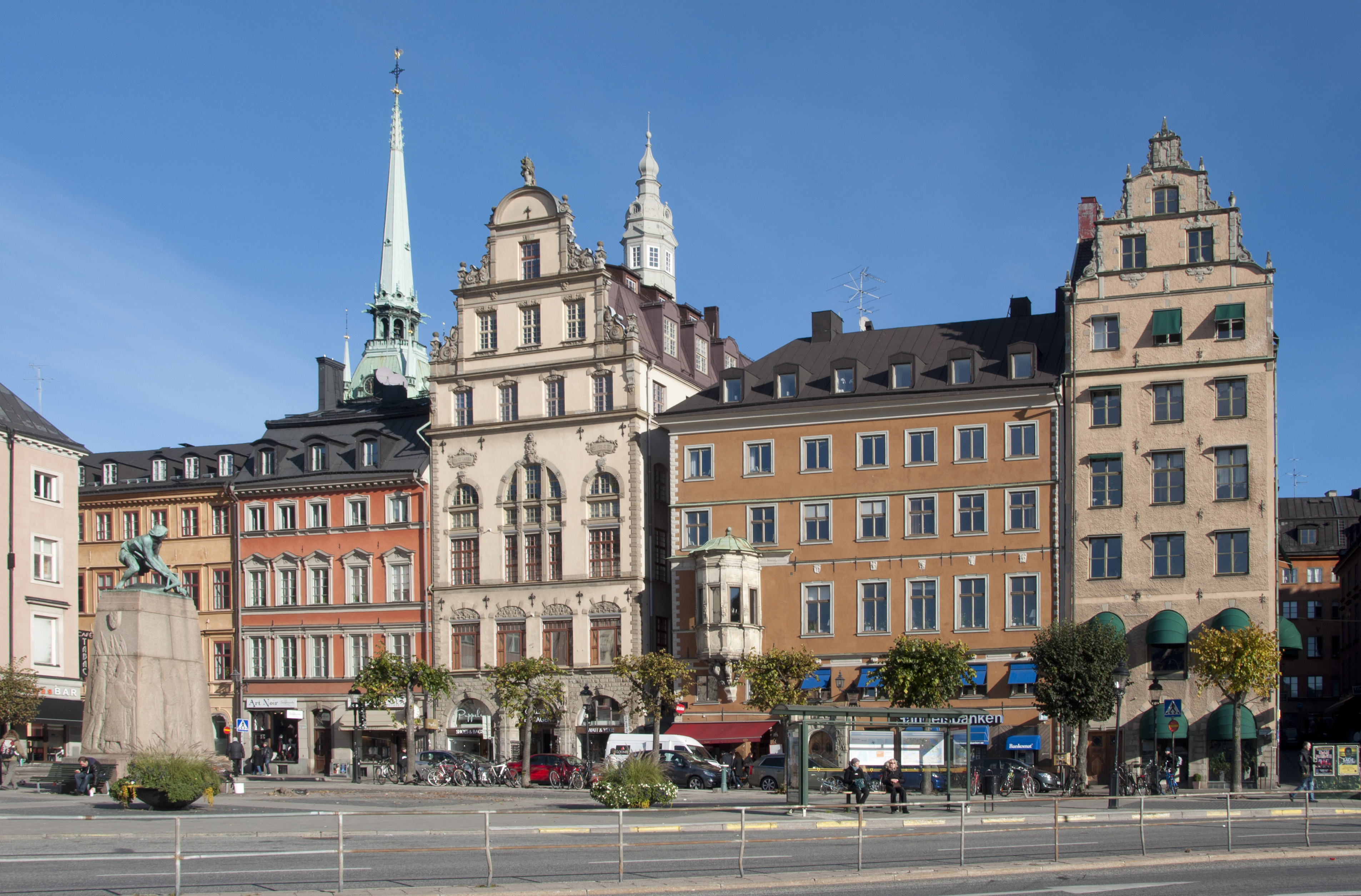
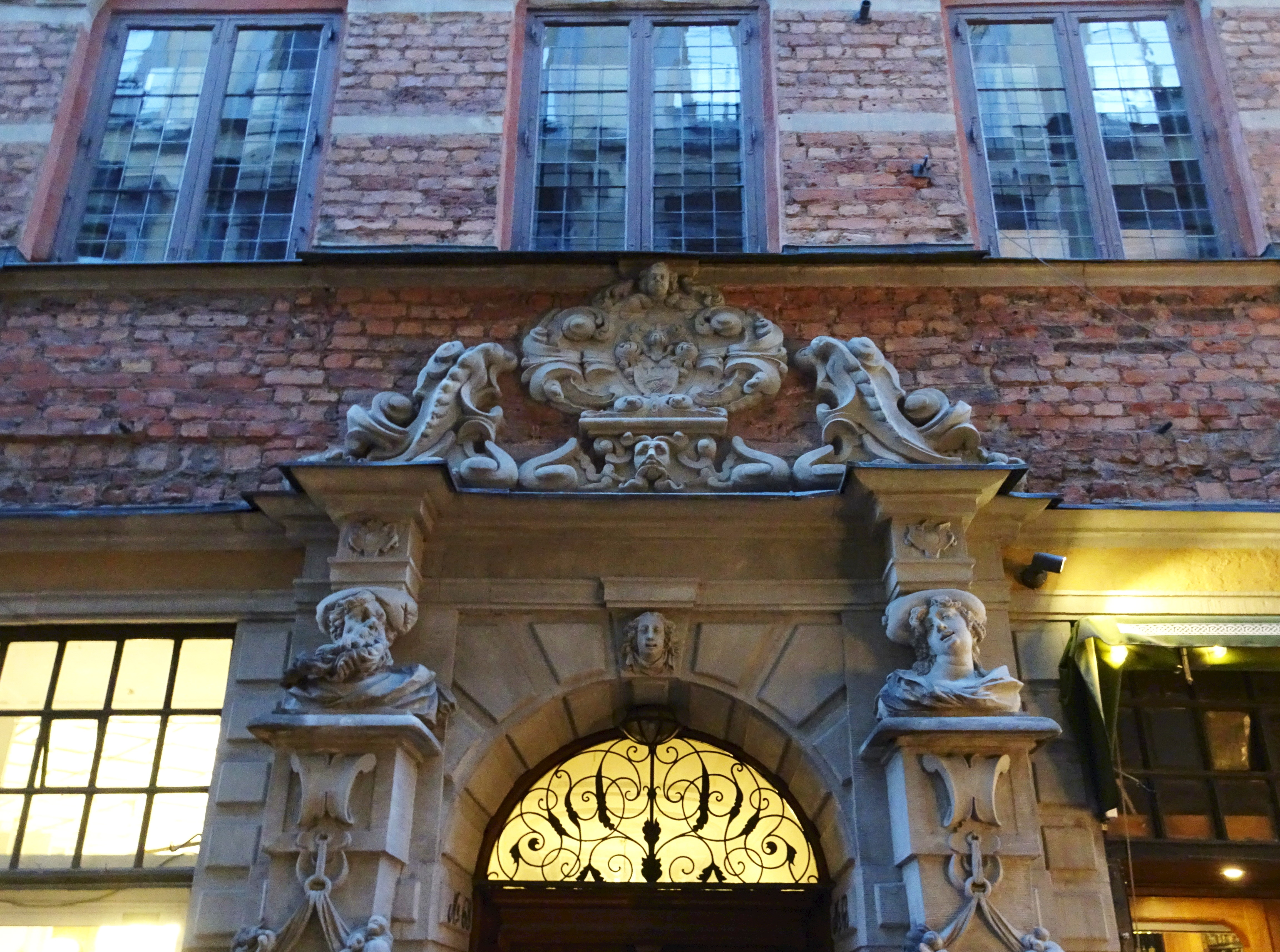
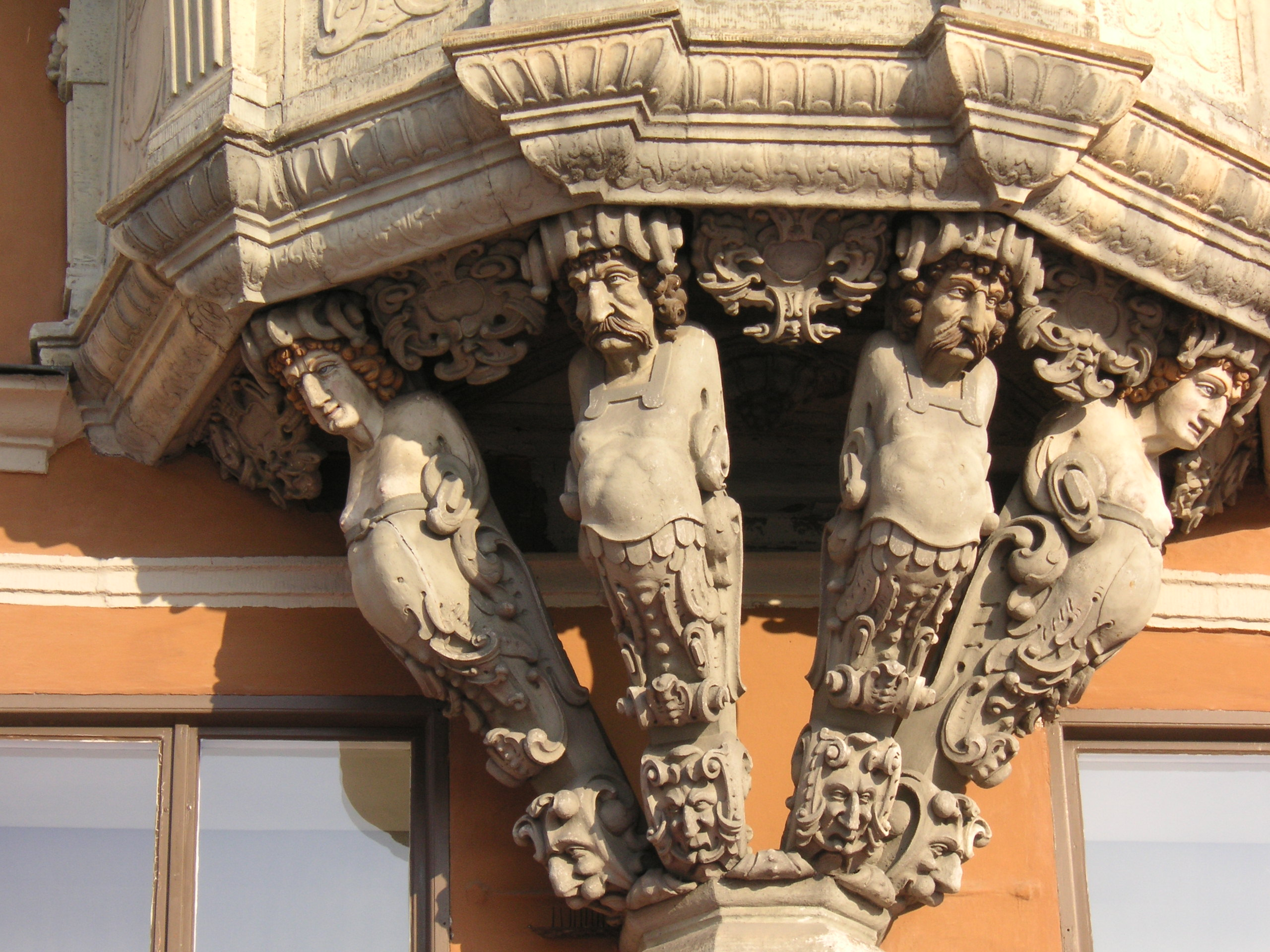
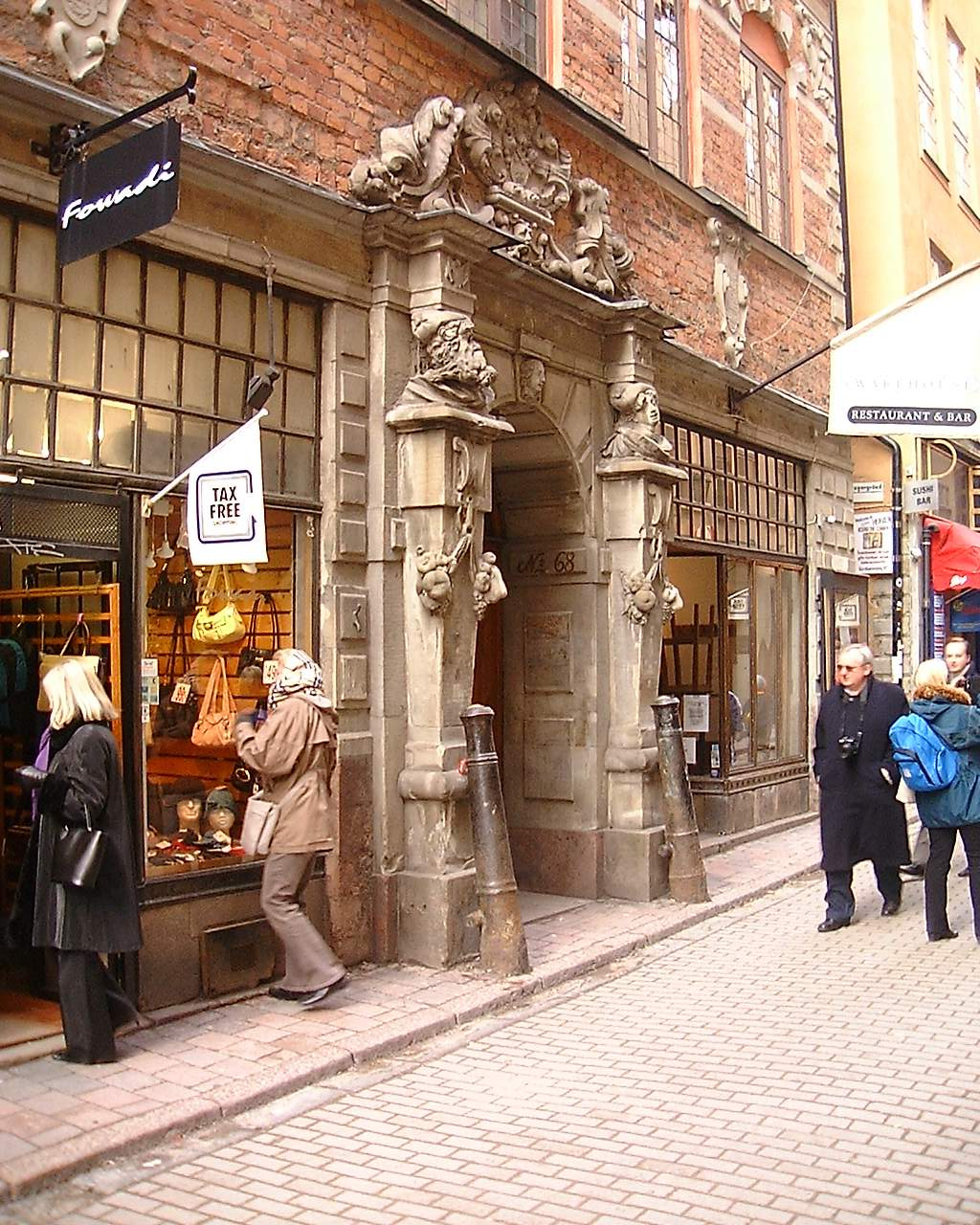

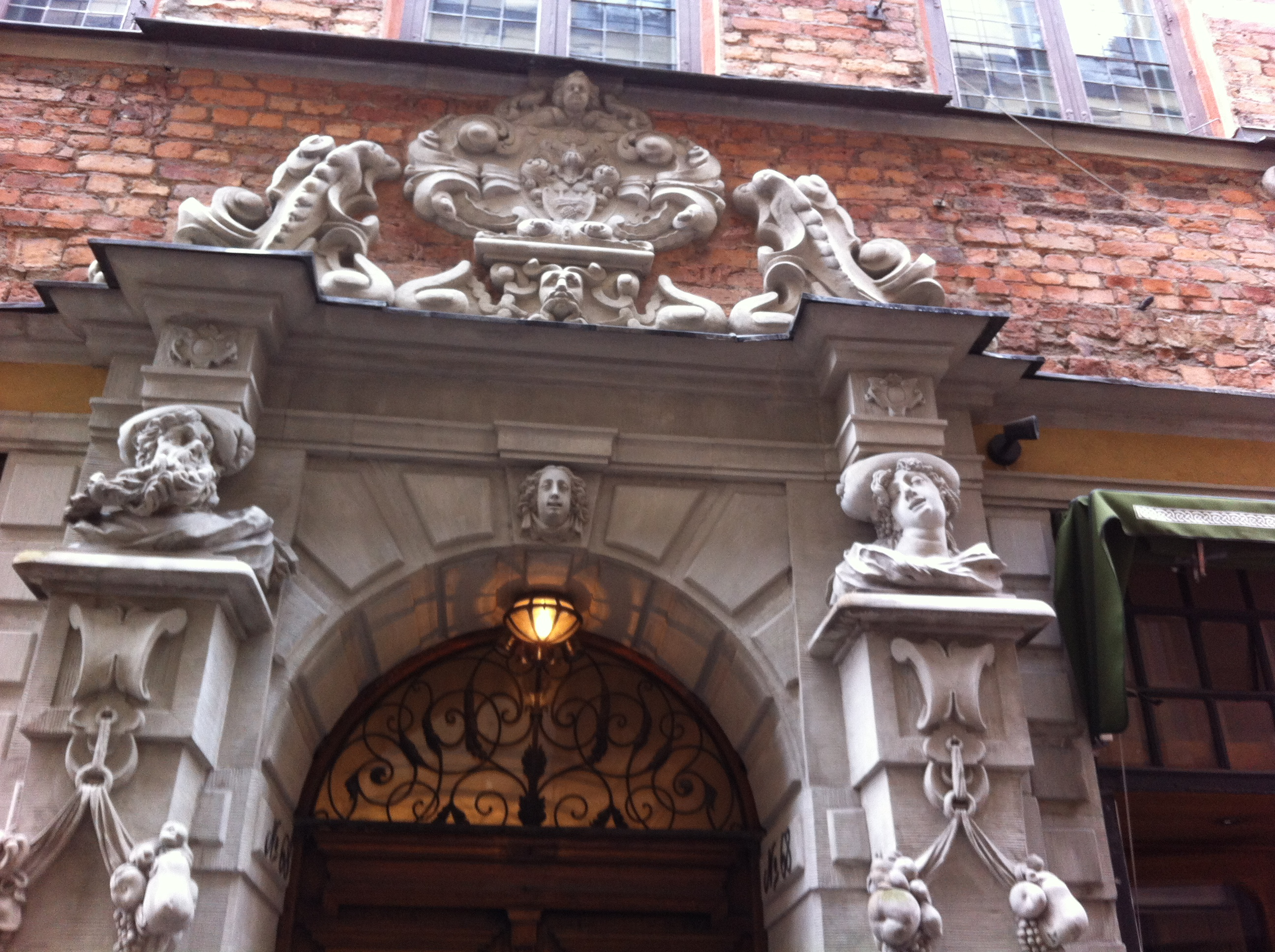
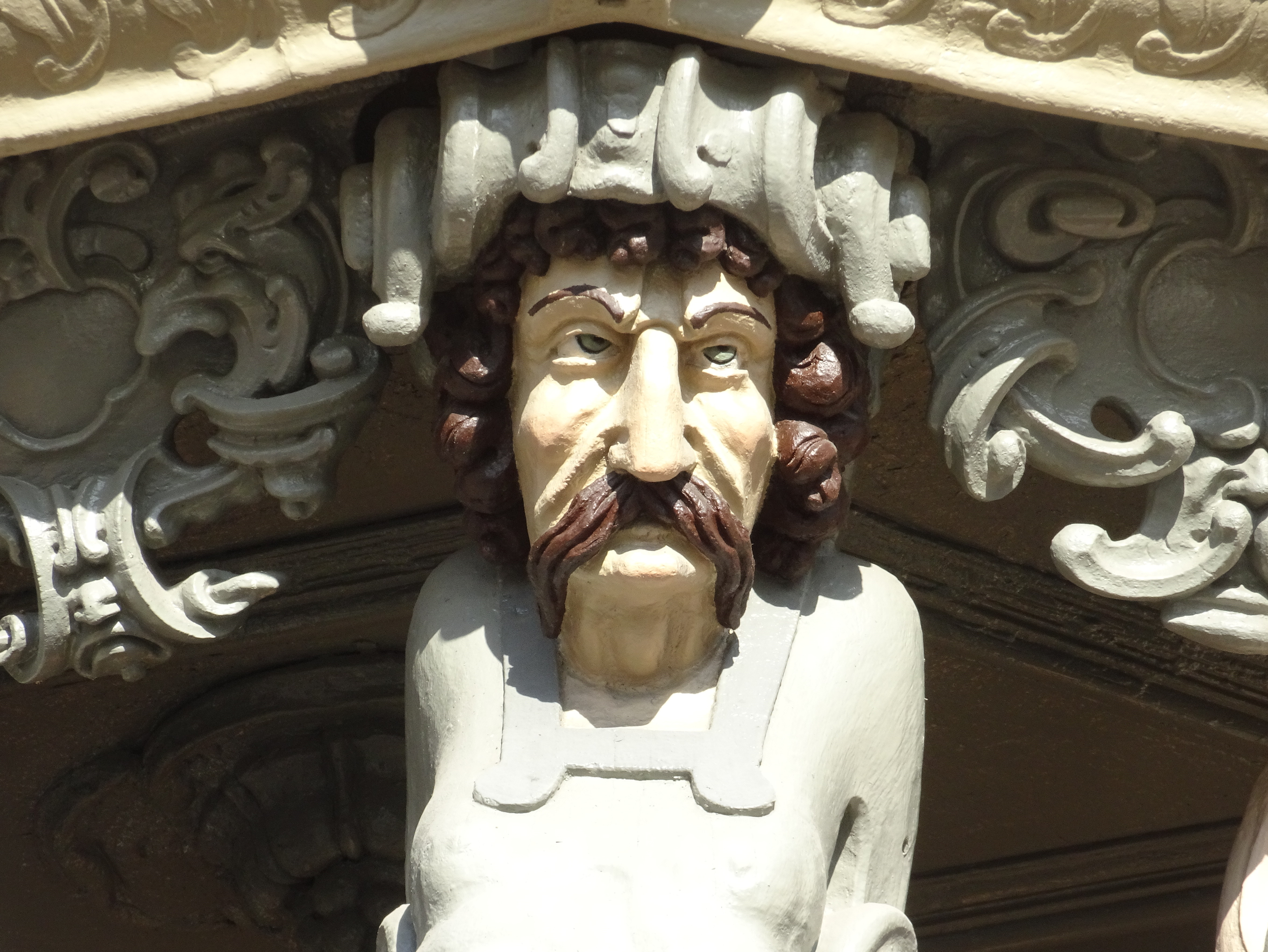
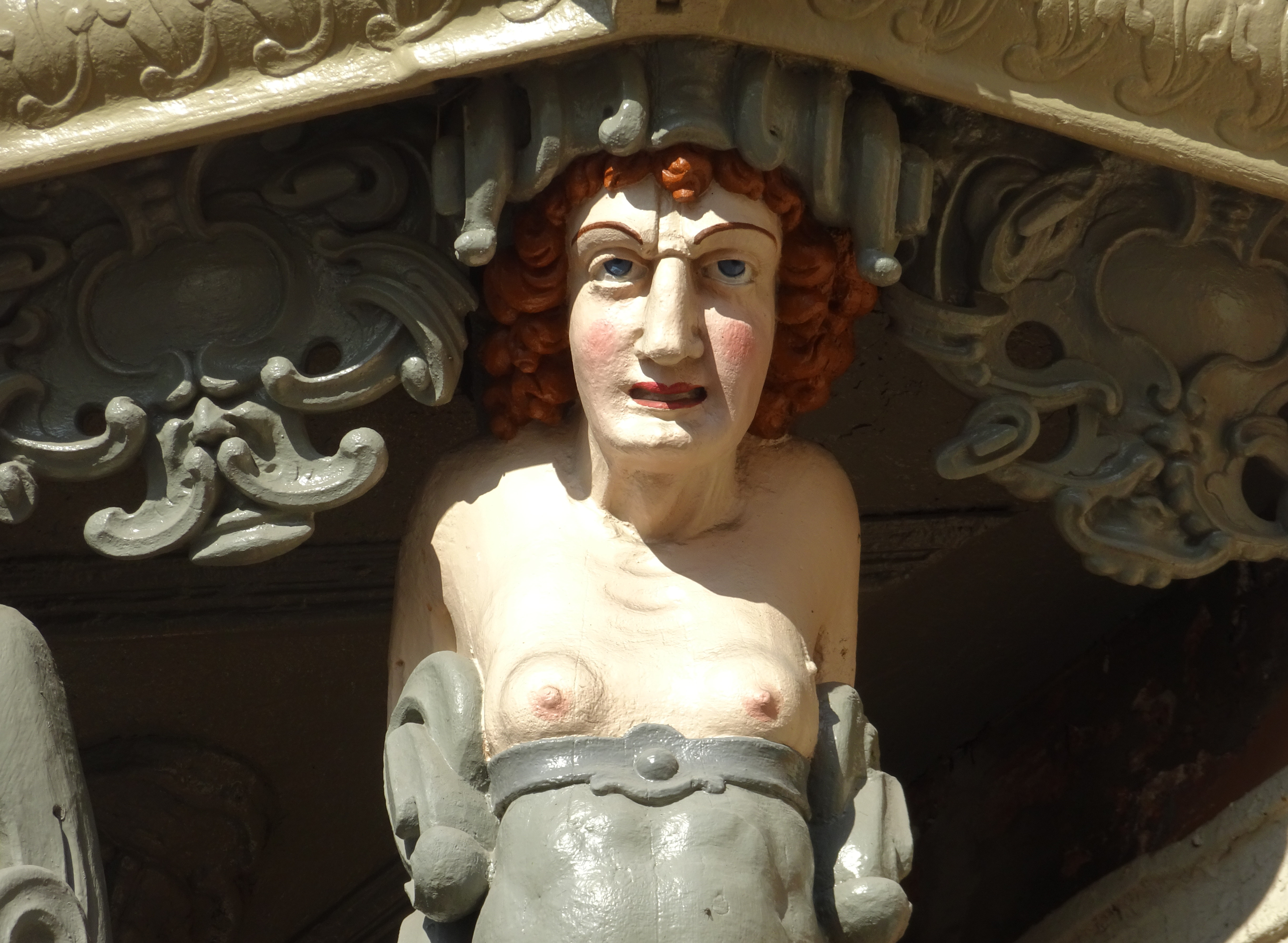
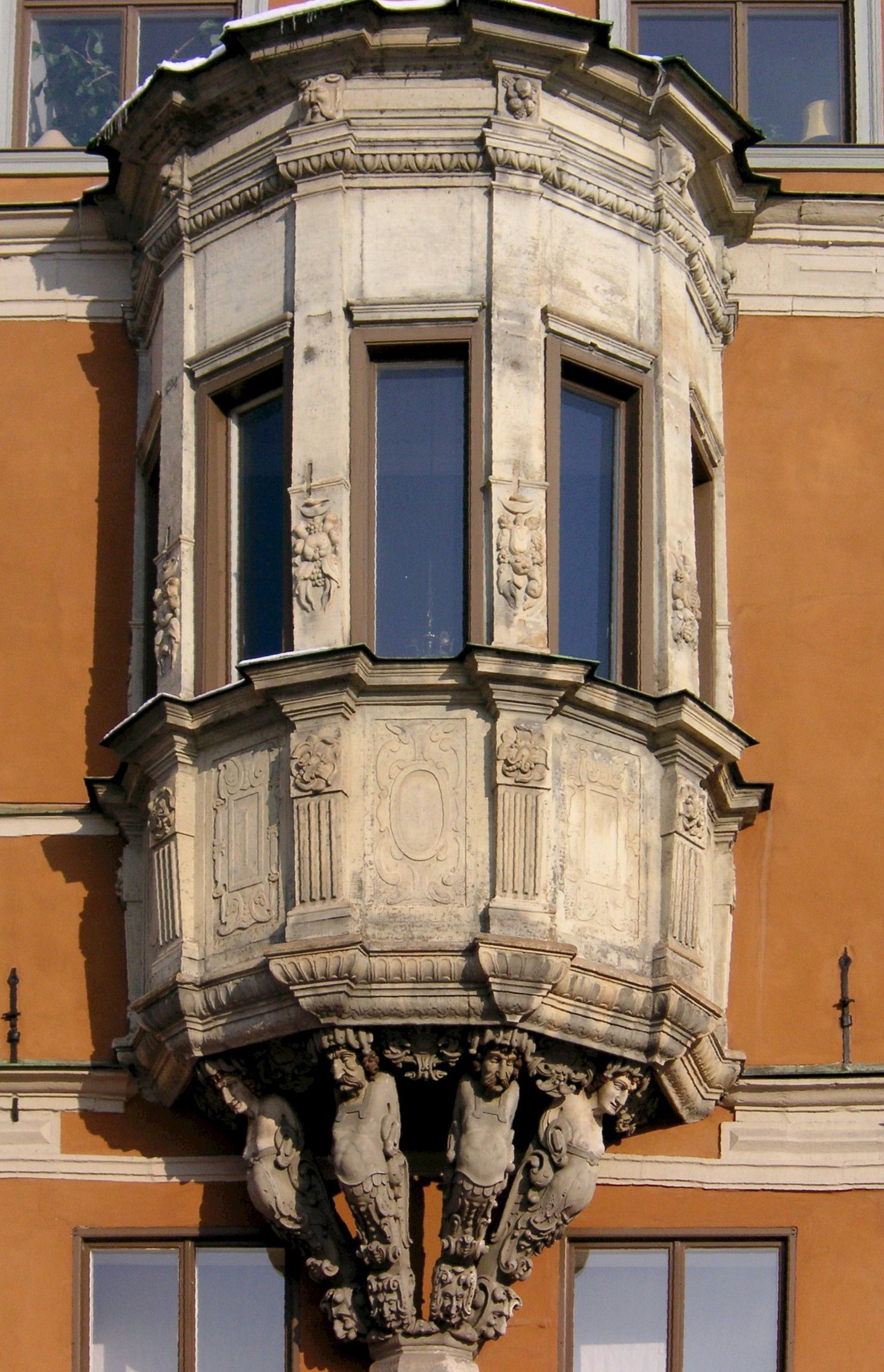